# Царьков Олег Сергійович
Оле́г Сергі́йович Царько́в (нар. 22 березня 1988) — український стрілець з пневматичної гвинтівки. Чемпіон Європи (2014), триразовий срібний (2014, 2017, 2020) та бронзовий (2018) призер чемпіонатів Європи. Багаторазовий чемпіон та призер міжнародних змагань, чемпіонатів України, член національної збірної команди України. Майстер спорту України міжнародного класу.

## Життєпис
Займатись стрільбою розпочав у 10-річному віці.
Нині — працівник Зброних Сил України з Навчально-спортивної бази літніх видів спорту Міністерства оборони України.

## Спортивні досягнення
Дворазовий бронзовий призер Чемпіонату Європи в командному заліку серед юніорів (2005, 2006). Чемпіон Європи в командному заліку серед юніорів (2008).
У 2014 році в Москві (Росія) виборов «золото» чемпіонату Європи зі стрільби з пневматичної гвинтівки з 10 метрів, встановивши рекорд Європи.
У 2015 році на І Європейських іграх у Баку (Азербайджан) посів четверте місце. У тому ж році на етапі Кубка світу в Мюнхені (Німеччина) виборов бронзову медаль у стрільбі з пневматичної гвинтівки, а також завоював «срібло» фіналу Кубка світу з кульової стрільби.
У 2020 році у стрільбі з гвинтівки з 10 метрів на чемпіонаті Європи зі стрільби з пневматичної зброї став срібним призером.

## Виступи на Олімпіадах
| Олімпіада | Дисципліна                       | Місце |
| --------- | -------------------------------- | ----- |
| Ріо 2016  | Пневматична гвинтівка, 10 метрів | 8     |
| Ріо 2016  | гвинтівка лежачи, 50 м           | 12    |
| Ріо 2016  | гвинтівка, 50 м, три положення   | 10    |